# Vähä-Vesanka
Vähä-Vesanka är en sjö i kommunen Jyväskylä i landskapet Mellersta Finland i Finland. Sjön ligger 145,5 meter över havet. Den är 15,69 meter djup. Arean är 1,02 kvadratkilometer och strandlinjen är 10,49 kilometer lång. Sjön  ingår i Kymmene älvs huvudavrinningsområde.   Den ligger omkring 10 kilometer väster om Jyväskylä och omkring 230 kilometer norr om Helsingfors. 